# Володимир Зубрицький
Зубрицький Володимир (пол. Wołodymyr Zubrycki; 22 січня 1888, Мшанець - 29 липня 1978, Львів) — український громадський діяч, учитель середньої школи, депутат сейму 2-го скликання Польської Республіки (1918—1939). Діяч Українського національного комітету (1941—1942), завідувач відділу культури.
Народився в родині Михайла Зубрицького. Здобувши освіту в Українській чоловічій гімназії в Перемишлі (1906) та на філософському факультеті Віденського університету (1911). Зубрицький викладав в Українській чоловічій гімназії (1911–19, 1920–22) та Українському інституті для дівчат (1920–24) у Перемишлі, а також у гімназії «Рідної школи» в Рогатині (1925–26). У 1914 році він створив літературознавче дослідження про Герасима Смотрицького, рукопис якого зберігається в Центральному державному історичному архіві у Львові.
Протягом 1928–30 років Зубрицький був послом від Перемишля до Сейму ІІ Польської Республіки від виборчого округу № 2. 48. Був членом Українсько-білоруського парламентського клубу. У сеймі він разом з іншими українськими парламентарями виступав проти обмеження прав українського населення в Польщі.
З 1931 року він редагував газету «Український голос» у Перемишлі, а з 1932 року обіймав посаду управителя бурси імені кардинала Сильвестра Сембратовича у Львові. Окрім викладацької діяльності, він проводив значну національно-патріотичну виховну роботу.
У вересні 1939 року Зубрицький був заарештований польською поліцією та засуджений до розстрілу за звинуваченням у шпигунстві на користь Німеччини (виконання вироку було зірвано наближенням фронту).
На початку 1940-х років він працював в Інституті радянської торгівлі, а з 1944 по 1947 рік — у видавництві «Радянська школа».
У 1947 році разом із сім'єю був депортований на спецпоселення до Сибіру. У 1958 році його реабілітували, і він повернувся до Львова.